# Linia de succesiune la tronul britanic
Succesiunea la tronul britanic este reglementată atât de dreptul comun cât și de statut. Sub legea dreptului comun coroana era moștenită de primul născut de sex masculin al monarhului, urmat de ceilalți fii în ordinea nașterii, apoi de fiice în ordinea nașterii. De asemenea, succesiunea era reglementată prin "Act of Union" din 1800, care reia dispozițiile Actului din 1701 și ale "Bill of Rights" din 1689. Aceste legi limitau succesiunea la descendenții legitimi ai Sofiei, Electoare de Hanovra, și îi excludeau pe romano-catolici și pe cei căsătoriți cu romano-catolici. Succesiunea a fost, de asemenea, reglementată de Declarația de Abdicare a Majestății Sale din 1936, care îl excludea pe regele Eduard al VIII-lea și pe urmașii săi de la tron; acest act a încetat să mai aibă vreun efect practic atunci când Eduard, cunoscut după abdicare sub numele de Ducele de Windsor, a murit fără moștenitori în 1972.
La summit-ul de la Perth, Australia, din 2011, șefii de guvern din toate cele 16 teritorii Commonwealth au convenit să ia măsuri pentru a modifica legea succesiunii la tron, astfel încât să fie adoptată primogenitura absolută și să nu mai fie excluse persoanele căsătorite cu romano-catolici, printre alte modificări ale regulilor de succesiune. Aceste modificări au intrat în vigoare la 26 martie 2015.

## Linia de succesiune restrânsă
Lista de mai jos este limitată la descendenții fiilor regelui George al V-lea care sunt în ordinea succesiunii la tron sau ai căror urmași sunt sau pot fi în ordinea succesiunii la tron. Persoanele din listă care nu sunt în ordinea succesiunii la tron apar cu caractere italice.
- Regele George V (1865–1936)
  -  Regele George VI (1895–1952)
    -  Regina Elisabeta a II-a (1926-2022)
      -  Regele Charles al III-lea (n. 1948) 

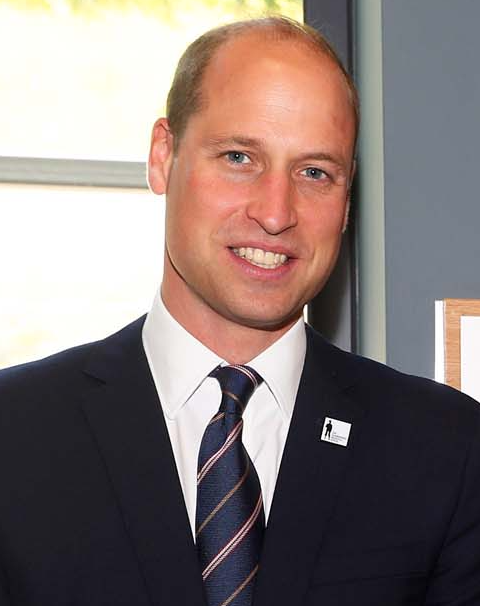
(1) William, Prinț de Wales (n. 1982)

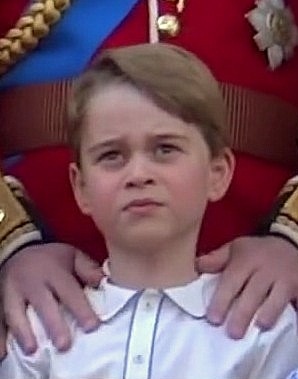
(2) Prințul George de Wales (n. 2013)

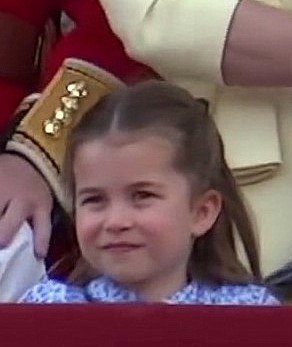
(3) Prințesa Charlotte de Wales (n. 2015)

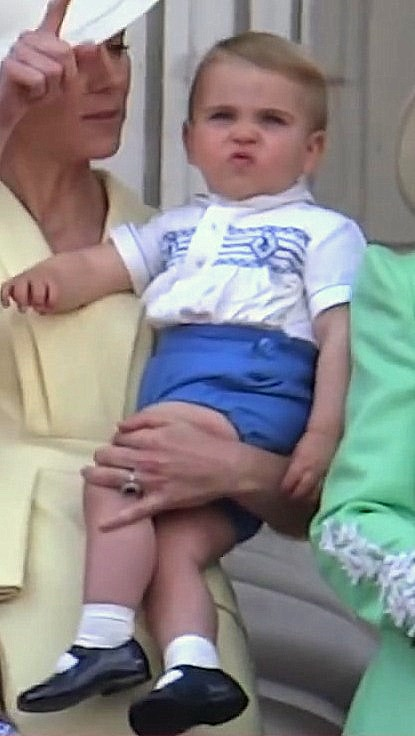
(4) Prințul Louis de Wales (n. 2018)

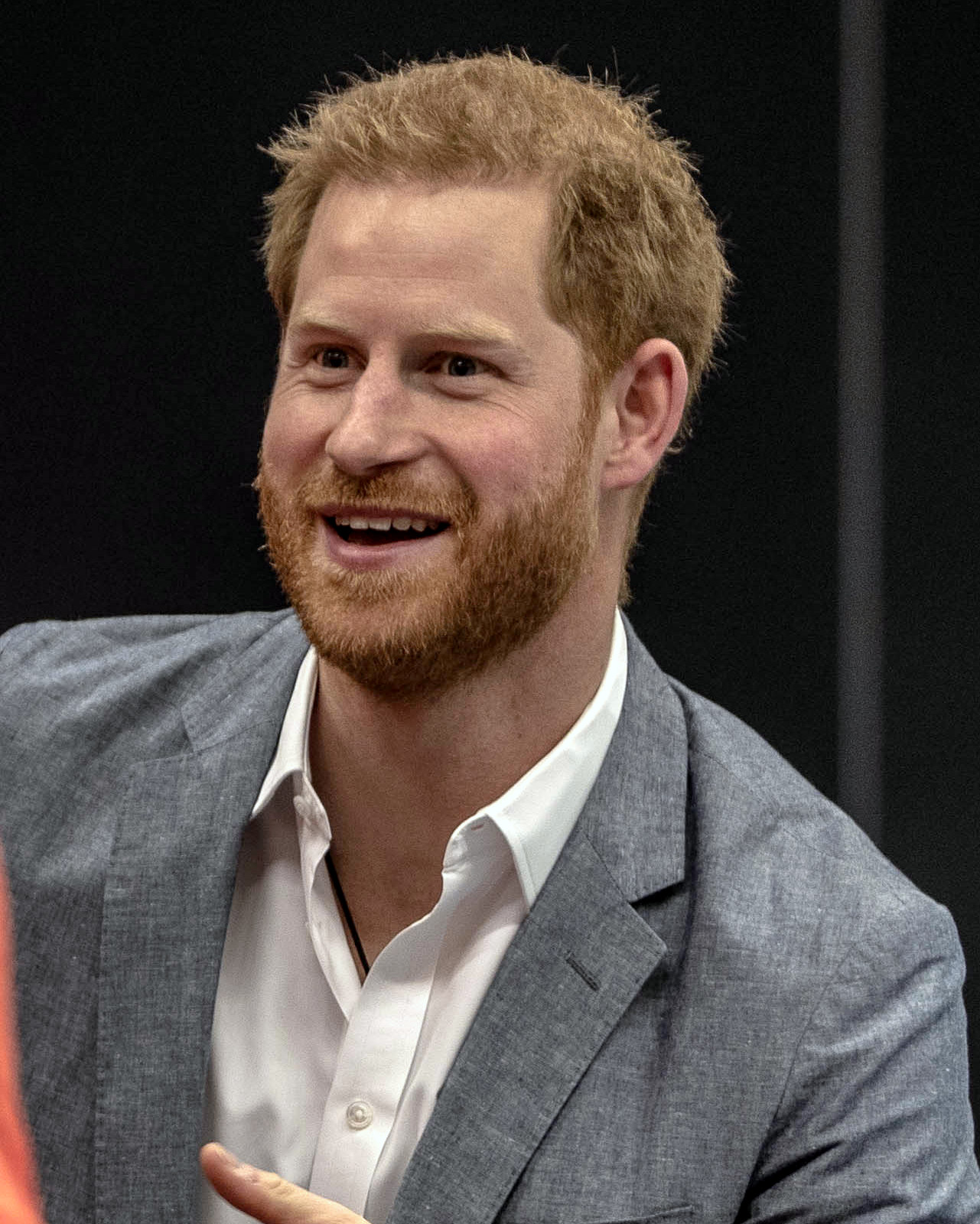
(5) Prințul Harry, Duce de Sussex (n. 1984)

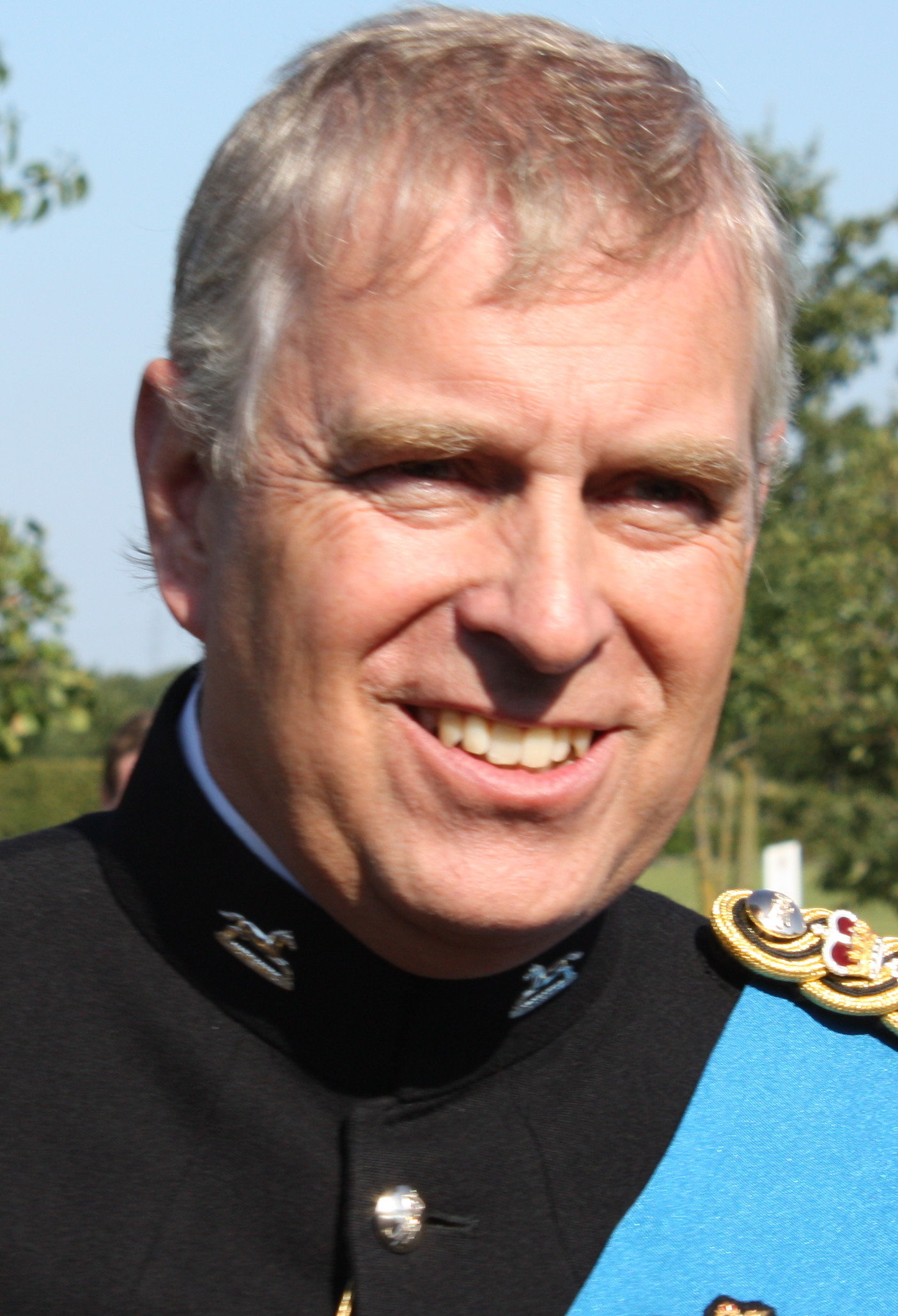
(8) Andrew, Duce de York (n. 1960)

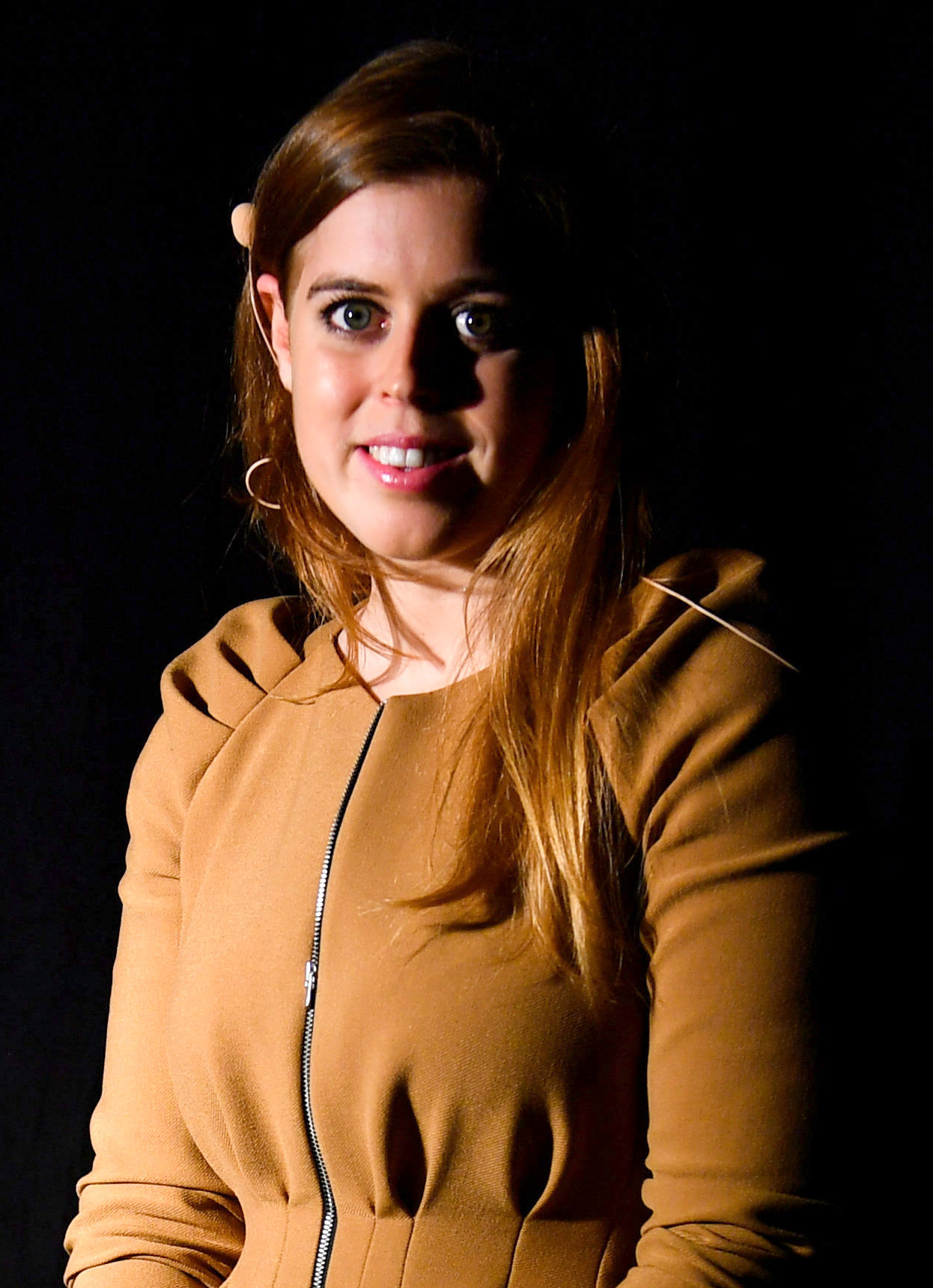
(9) Prințesa Beatrice de York (n. 1988)

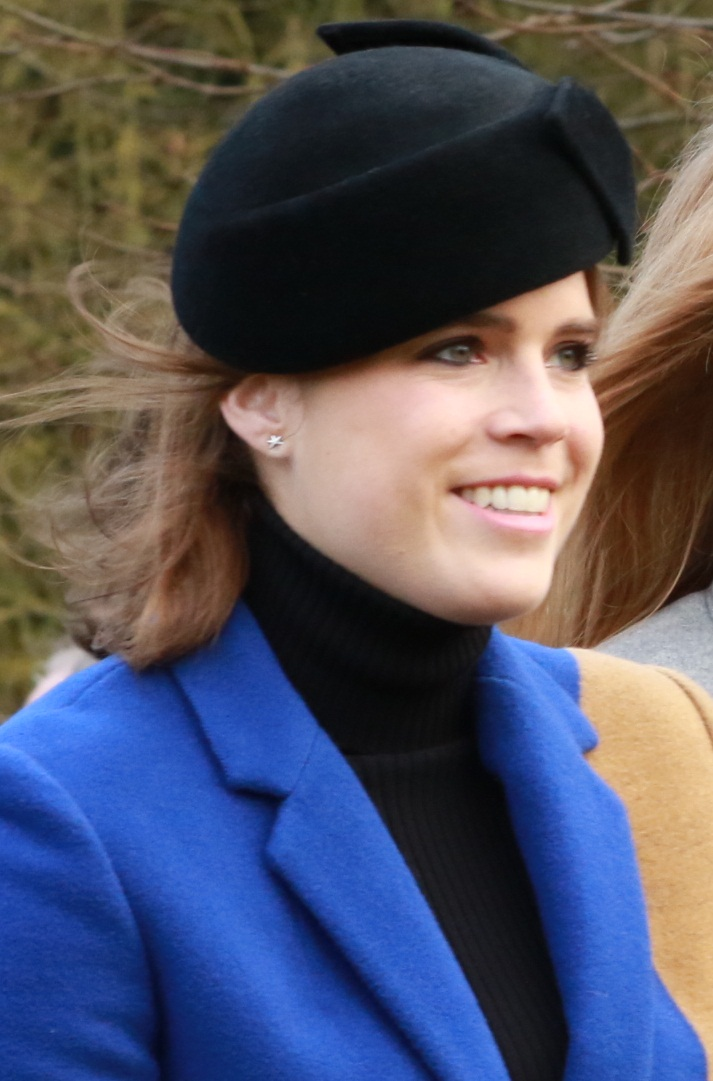
(11) Prințesa Eugenie de York (n. 1990)

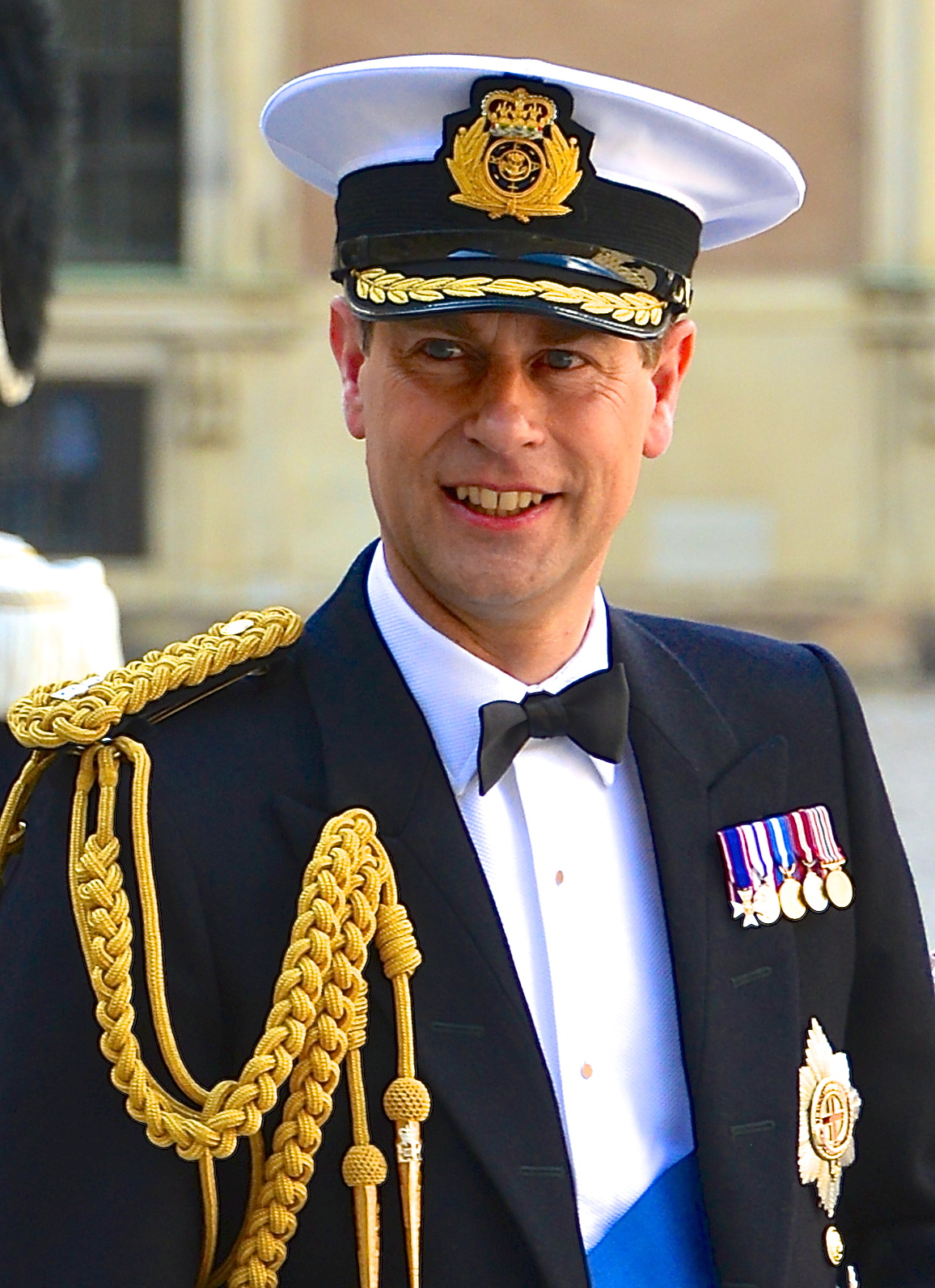
(13) Edward, Conte de Wessex (n. 1964)

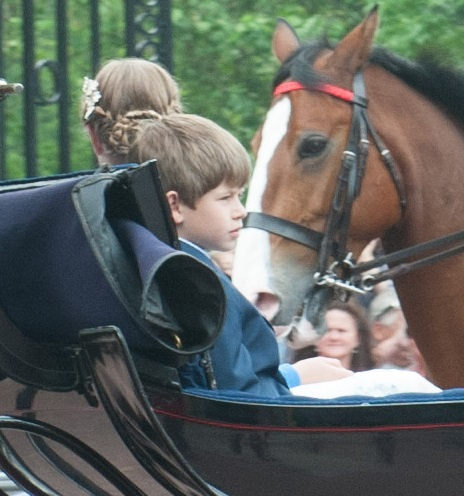
(14) James, Viconte Severn (n. 2007)

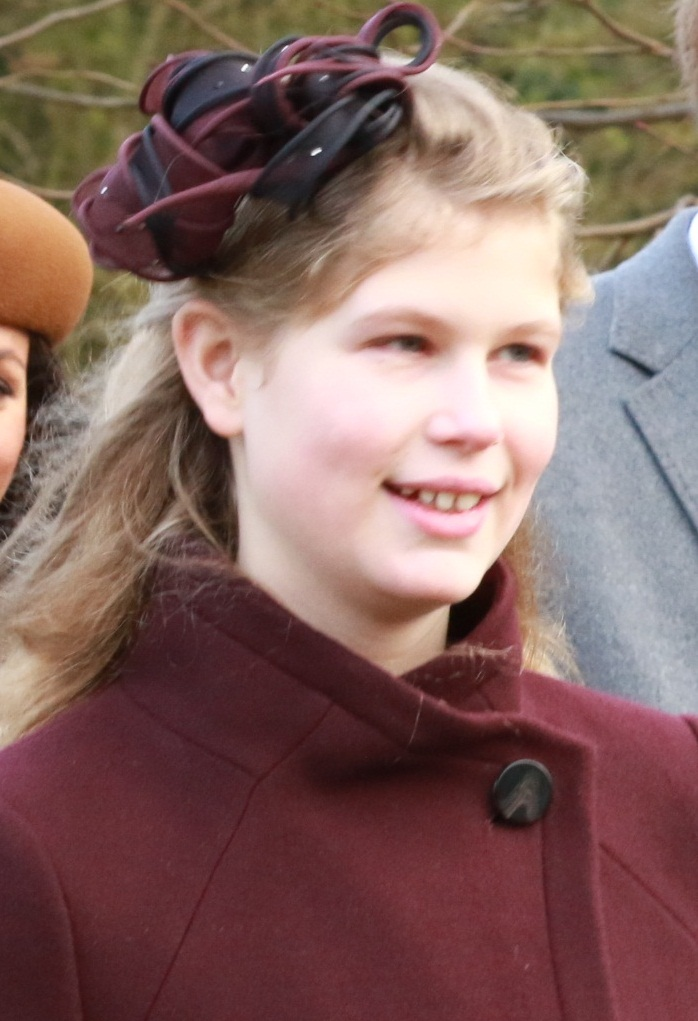
(15) Louise de Wessex (n. 2003)

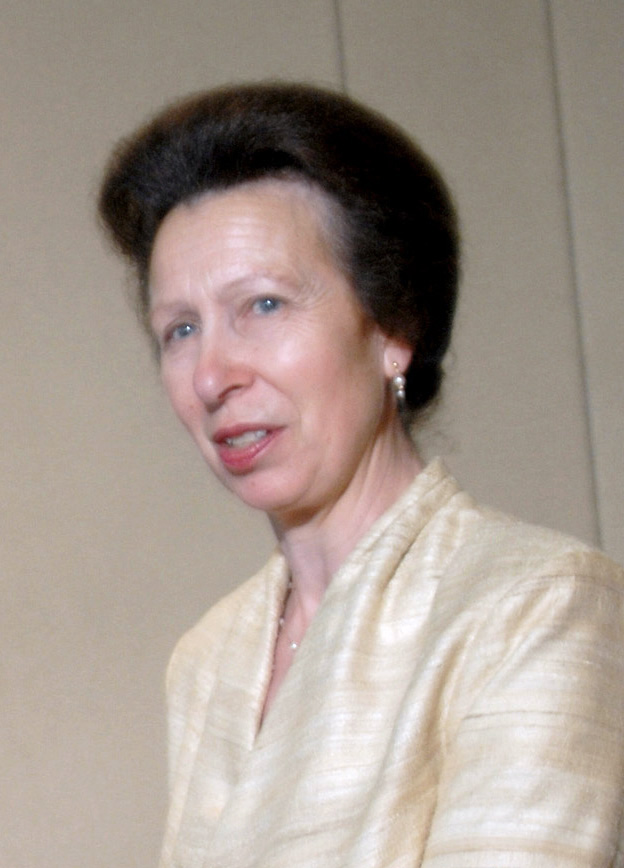
(16) Anne, Prințesă Regală (n. 1950)

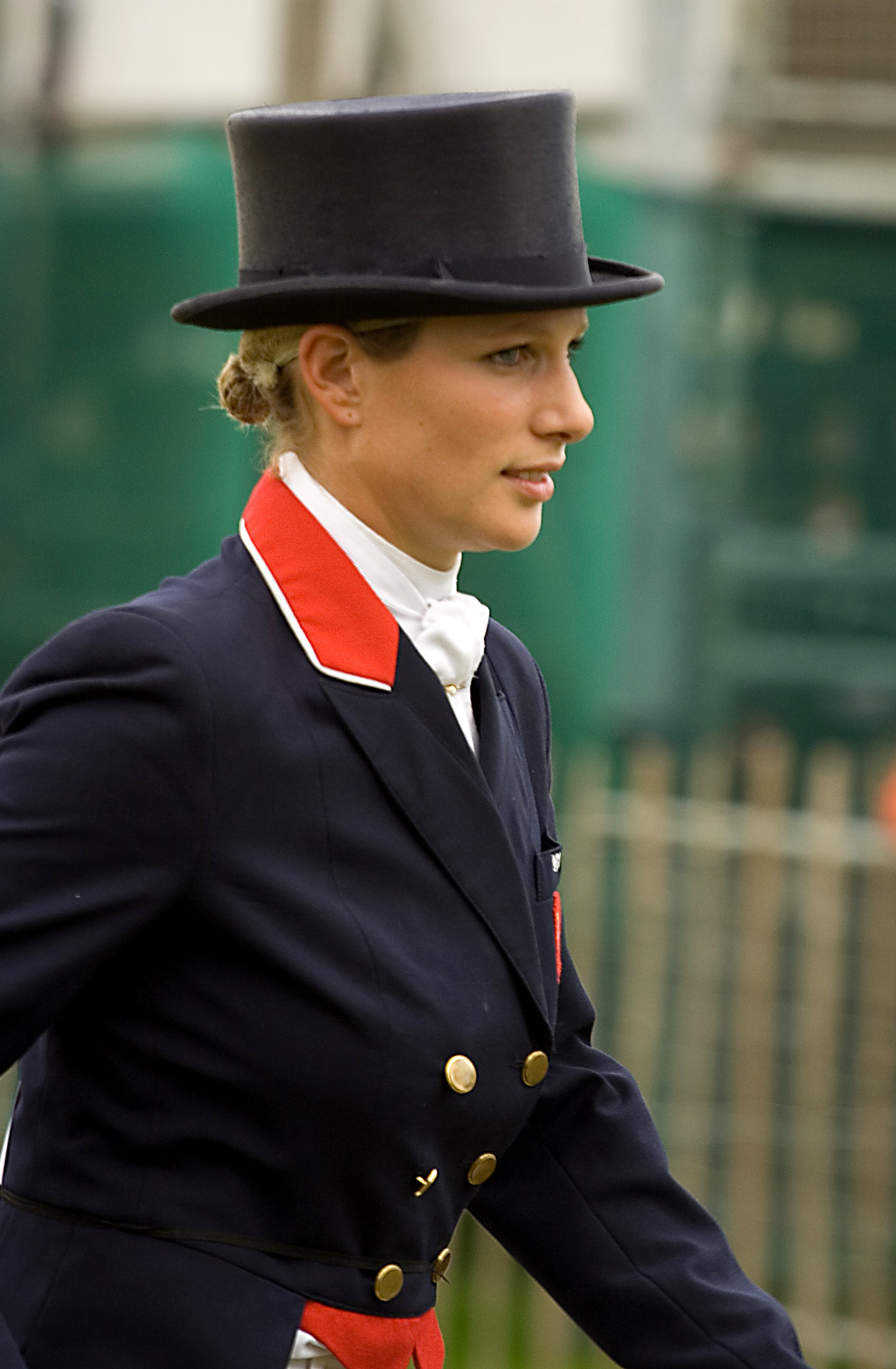
(20) Zara Phillips (n. 1981)

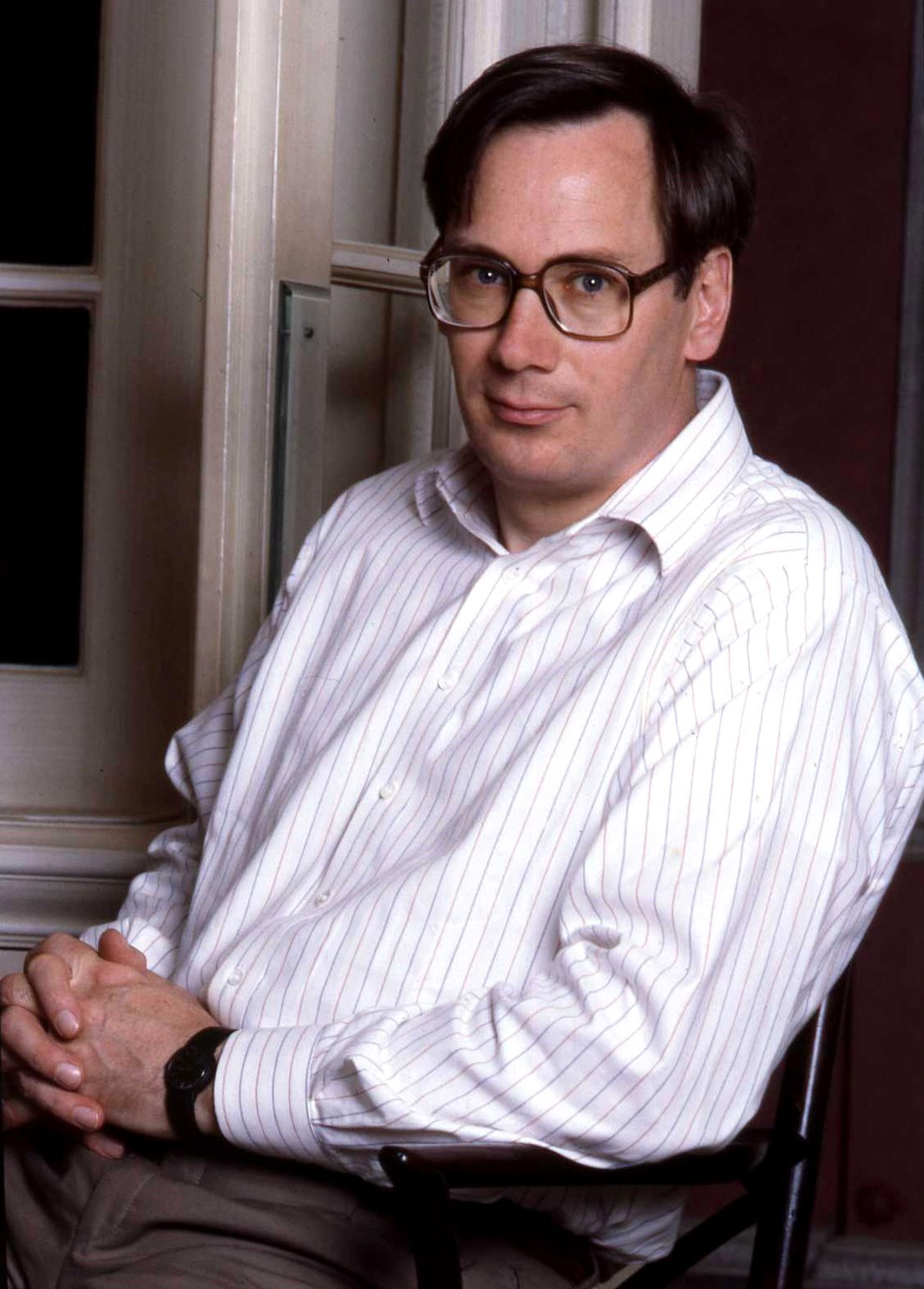
(30) Prințul Richard, Duce de Gloucester (n. 1944)

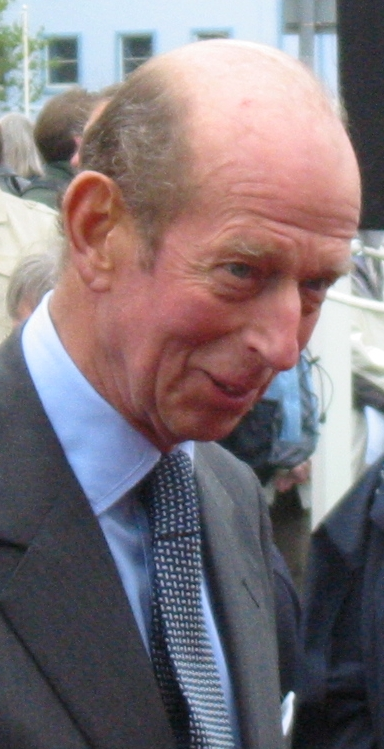
(40) Prințul Eduard, Duce de Kent (n. 1935)

        - (1) William, Prinț de Wales (n. 1982) B D W
          - (2) Prințul George de Wales (n. 2013) B D W
          - (3) Prințesa Charlotte de Wales (n. 2015)B D W [3]
          - (4) Prințul Louis de Wales (n. 2018)

        - (5) Prințul Henry, Duce de Sussex (n. 1984) B D W
          - (6) Archie Mountbatten-Windsor (n. 2019)
          - (7) Lilibet Mountbatten-Windsor (n. 2021)

      - (8) Prințul Andrew, Duce de York (n. 1960) B D W
        - (9) Prințesa Beatrice (n. 1988) B D W
          - (10) Sienna Mapelli Mozzi (n. 2021)

        - (11) Prințesa Eugenie (n. 1990) B D W
          - (12) August Brooksbank (n. 2021)
          - (13) Ernest Brooksbank (n. 2023)  

      - (14) Prințul Edward, Duce de Edinburgh (n. 1964) B D W
        - (15) James Mountbatten-Windsor, Conte de Wessex (n. 2007) B D W
        - (16) Lady Louise Mountbatten-Windsor (n. 2003) B D W

      - (17) Anne, Prințesă Regală (n. 1950) B D W
        - (18) Peter Phillips (n. 1977) B D W
          - (19) Savannah Phillips (n. 2010) B D W
          - (20) Isla Phillips (n. 2012) B D

        - (21) Zara Tindall (născută Phillips; n. 1981) B D W
          - (22) Mia Tindall (n. 2014) [4][5]
          - (23) Lena Tindall (n. 2018)
          - (24) Lucas Tindall (n. 2021)

    -  Prințesa Margaret, Contesă de Snowdon (1930–2002)D88
      - (25) David Armstrong-Jones, Viconte Linley (n. 1961) B D W
        - (26) Charles Armstrong-Jones (n. 1999) B D W
        - (27) Margarita Armstrong-Jones (n. 2002) B D W

      - (28) Lady Sarah Chatto (născută Armstrong-Jones, n. 1964) B D W
        - (29) Samuel Chatto (n. 1996) B D W
        - (30) Arthur Chatto (n. 1999) B D W

  - Prințul Henry, Duce de Gloucester (1900–1974)1952
    - (31) Prințul Richard, Duce de Gloucester (n. 1944) B D W
      - (32) Alexander Windsor, Conte de Ulster (n. 1974) B D W
        - (33) Xan Windsor, Lord Culloden (n. 2007) B D W
        - (34) Lady Cosima Windsor (n. 2010) B D W

      - (35) Lady Davina Lewis (născută Windsor, n. 1977) B D W
        - (36) Senna Lewis (n. 2010)
        -  (37) Tāne Lewis (n. 2012)[6]B D W

      - (38) Lady Rose Gilman (născută Windsor, n. 1980) B D W
        - (39) Lyla Gilman (n. 2010) B D
        - (40) Rufus Gilman (n. 2012) B

  - ASR Prințul George, Duce de Kent (1902–1942)
    - (41) Prințul Edward, Duce de Kent (n. 1935) B D
      - (42) George Windsor, Conte de St Andrews (n. 1962) MC / D W
        - Edward Windsor, Lord Downpatrick (n. 1988) XC / D W
        - Lady Marina Charlotte Windsor (n. 1992) XC / W
        - (43) Lady Amelia Windsor (n. 1995) B D

      - Lordul Nicholas Windsor (n. 1970) XC / D W
        - (44) Albert Windsor (n. 2007) B
        - (45) Leopold Windsor (n. 2009) B
        - (46) Louis Windsor (n. 2014)

      - (47) Lady Helen Taylor (născută Windsor, n. 1964) B D
        - (48) Columbus Taylor (n. 1994) B
        - (49) Cassius Taylor (n. 1996) B
        - (50) Eloise Taylor (n. 2003) B
        - (51) Estella Taylor (n. 2004) B

    - (52) Prințul Michael de Kent (n. 1942) MC / W
      - (53) Lordul Frederick Windsor (n. 1979) B
        - (54) Maud Windsor (n. 2013) B
        -  (55) Isabella Windsor (n. 2016)[7]

      - (56) Lady Gabriella Kingston (născută Windsor, n. 1981) B

    - (57) Prințesa Alexandra, Lady Ogilvy (n. 1936) B
      - (58) James Ogilvy (n. 1964) W
        - (59) Alexander Ogilvy (n. 1996) W
        - (60) Flora Vesterberg (născută Ogilvy, n. 1994) W

      - (61) Marina Ogilvy (n. 1966) W
        - (62) Christian Mowatt (n. 1993) W
        - (63) Zenouska Mowatt (n. 1990) W

Note și surse:

XC Exclus deoarece este romano-catolic. Această excludere nu este afectată de Legea Succesiunii la Coroană intrată în vigoare în 2015.
MC Căsătorit cu un romano-catolic. Excluderea acestor persoane a fost abrogată de Legea Succesiunii la Coroană intrată în vigoare la 26 martie 2015.
B publicat de site-ul oficial al Monarhiei Britanice, "Succession"
D publicat pe site-ul Debrett (la 27 septembrie 2012): "The Line of Succession to the British Throne"
W publicat în Almanahul Whitaker 2011, Londra: A. C. Black, ISBN 978-1-4081-2848-0, p. 25
D88 Publicat de Debretts (1988).
1952 Succesiune publicată la înscăunarea Reginei Elisabeta a II-a în 1952

## Linia de succesiune extinsă

### Descendenți ai reginei Victoria (1819–1901)
Victoria → Eduard al VII-lea → George al V-lea → George al VI-lea → Elisabeta a II-a → Charles al III-lea
Monarhul actual: Charles al III-lea (n.1948)
1. William, Prinț de Wales (n. 1982), fiul cel mare al regelui
2. Prințul George de Wales (n. 2013), fiul cel mare al Prințului de Wales
3. Prințesa Charlotte de Wales (n. 2015), fiica Prințului de Wales
4. Prințul Louis de Wales (n. 2018), fiul cel mic al Prințului de Wales
5. Prințul Harry, Duce de Sussex (n. 1984), fiul cel mic al regelui
6. Archie Mountbatten-Windsor (n. 2019), fiul Ducelui de Sussex
7. Lilibet Mountbatten-Windsor (n.2021), fiica Ducelui de Sussex

| Aceștia au fost toți descendenții regelui Charles al III-lea |
| ------------------------------------------------------------ |
Descendenți în linia Victoria → Eduard al VII-lea → George V → George VI → Elisabeta II → Prințul Andrew, Duce de York
8. Prințul Andrew, Duce de York (n. 1960), fiul reginei Elisabeta a II-a
9. Prințesa Beatrice de York (n. 1988), fiica Ducelui de York
10. Sienna Mapelli Mozzi (n. 2021), fiica prințesei Beatrice
11. Prințesa Eugenie de York (n. 1990), fiica Ducelui de York
12. August Brooksbank (n. 2021), fiul prințesei Eugenie

Descendenți în linia Victoria → Eduard al VII-lea → George V → George VI → Elisabeta II → Prințul Eduard, Conte de Wessex
13. Prințul Eduard, Conte de Wessex (n. 1964), fiul reginei Elisabeta a II-a
14. James, Viconte Severn (n. 2007), fiul Contelui de Wessex
15. Lady Louise Windsor (n. 2003), fiica Contelui de Wessex

Descendenți în linia Victoria → Eduard al VII-lea → George V → George VI → Elisabeta II → Anne, Prințesă Regală
16. Prințesa Anne, Prințesă Regală (n. 1950), fiica reginei Elisabeta a II-a
17. Peter Phillips (n. 1977), fiul Prințesei Regale
18. Savannah Phillips (n. 2010), fiica lui Peter Phillips
19. Isla Phillips (n. 2012), fiica lui Peter Phillips
20. Zara Tindall (n. 1981), fiica Prințesei Regale
21. Mia Tindall (n. 2014), fiica Zarei Tindall
22. Lena Tindall (n. 2018), fiica Zarei Tindall
23. Lucas Tindall (n. 2021), fiul Zarei Tindall
| Aceștia au fost toți descendenții reginei Elisabeta a II-a |
| ---------------------------------------------------------- |
Descendenți în linia Victoria → Eduard al VII-lea → George V → George VI → Prințesa Margaret (1930-2002)
24. David Armstrong-Jones, al 2-lea Conte de Snowdon (n. 1961), fiul Prințesei Margaret (sora reginei Elisabeta a II-a)
25. Charles Armstrong-Jones, Viconte Linley (n. 1999), fiul Contelui de Snowdon
26. Margarita Armstrong-Jones (b. 2002), fiica Contelui de Snowdon
27. Lady Sarah Chatto (n. 1964), fiica Prințesei Margaret
28. Samuel Chatto (n. 1996), fiul lui Lady Sarah Chatto
29. Arthur Chatto (n. 1999), fiul lui Lady Sarah Chatto
| Aceștia au fost toți descendenții regelui George al VI-lea |
| ---------------------------------------------------------- |
Descendenți în linia Victoria → Eduard al VII-lea → George al V-lea → Prințul Henry, duce de Gloucester (1900-1974)
30. Prințul Richard, Duce de Gloucester (n. 1944), fiul Prințului Henry, Duce de Gloucester
31. Alexander Windsor, Conte de Ulster (n. 1974), fiul Ducelui de Gloucester
32. Xan Windsor, Lord Culloden (n. 2007), fiul Contelui de Ulster
33. Lady Cosima Windsor (n. 2010) fiica Contelui de Ulster
34. Lady Davina Lewis (n. 1977), fiica Ducelui de Gloucester
35. Senna Lewis (n. 2010), fiica lui Lady Davina Lewis
36. Tāne Lewis (n. 2012), fiul lui Lady Davina Lewis
37. Lady Rose Windsor (n. 1980), fiica Ducelui de Gloucester
38. Lyla Gilman (n. 2010), fiica lui Lady Rose Gilman
39. Rufus Gilman (n. 2012), fiul lui Lady Rose Gilman

Descendenți în linia Victoria → Eduard al VII-lea → George al V-lea → Prințul George, Duce de Kent'
40. Prințul Eduard, Duce de Kent (n. 1935), fiul Prințului George, Duce de Kent
41. George Windsor, Conte de St Andrews (n. 1962), fiul Ducelui de Kent
42. Lady Amelia Windsor (n. 1995), fiica Contelui de St Andrews
*Lordul Nicholas Windsor (n. 1970), fiul Ducelui de Kent
43. Albert Windsor (n. 2007), fiul Lordului Nicholas Windsor
44. Leopold Windsor (n. 2009), fiul Lordului Nicholas Windsor
45. Louis Windsor (n. 2014), fiul Lordului Nicholas Windsor
46. Lady Helen Taylor (n. 1964), fiica Ducelui de Kent
47. Columbus Taylor (n. 1994), fiul lui Lady Helen Taylor
48. Cassius Taylor (n. 1996), fiul lui Lady Helen Taylor
49. Eloise Taylor (n. 2003), fiica lui Lady Helen Taylor
50. Estella Taylor (n. 2004), fiica lui Lady Helen Taylor
51. Prințul Michael de Kent (n. 1942), fiul Prințului George, Duce de Kent
52. Lordul Frederick Windsor (n. 1979), fiul Prințului Michael de Kent
53. Maud Windsor (n. 2013), fiica Lordului Frederick Windsor
54. Isabella Windsor (n. 2016), fiica Lordului Frederick Windsor
55. Lady Gabriella Windsor (n. 1981), fiica Prințului Michael de Kent
56. Prințesa Alexandra, Lady Ogilvy (n. 1936), fiica Prințului George, Duce de Kent
57. James Ogilvy (n. 1964), fiul prințesei Alexandra
58. Alexander Ogilvy (n. 1996), fiul lui James Ogilvy
59. Flora Ogilvy (n. 1994), fiica lui James Ogilvy
60. Marina Ogilvy (n. 1966), fiica prințesei Alexandra
61. Christian Mowatt (n. 1993), fiul Marinei Ogilvy
62. Zenouska Mowatt (n. 1990), fiica Marinei Ogilvy

Descendenți în linia Victoria → Eduard al VII-lea → George al V-lea → Mary, Prințesă Regală'
63. David Lascelles, al 8-lea Conte de Harewood (n. 1950), nepotul lui Mary, Prințesă Regală și Contesă de Harewood
64. Alexander Lascelles, Viconte Lascelles (n. 1980), fiul Contelui de Harewood
65. Ivy Lascelles (n. 2018), fiica Vicontelui Lascelles
66. Edward Lascelles (n. 1982), fiul Contelui de Harewood
67. James Lascelles (n. 1953), nepotul lui Mary, Prințesă Regală și Contesă de Harewood
68. Rowan Lascelles (n. 1977), fiul lui James Lascelles
69. Tewa Lascelles (n. 1985), fiul lui James Lascelles
70. Sophie Lascelles (n. 1973), fiica lui James Lascelles
71. Jeremy Lascelles (n. 1955), nepotul lui Mary, Prințesă Regală și Contesă de Harewood
72. Thomas Lascelles (n. 1982), fiul lui Jeremy Lascelles
73. Cleo Lascelles (n. 2017), fiica lui Thomas Lascelles
74. Ellen Lascelles (n. 1984), fiica lui Jeremy Lascelles
75. Amy Lascelles (n. 1986), fiica lui Jeremy Lascelles
76. Tallulah Grace Lascelles (n. 2005), fiica lui Jeremy Lascelles
77. Henry Lascelles (n. 1953), nepotul lui Mary, Prințesă Regală și Contesă de Harewood
78. Maximilian Lascelles (n. 1991), fiul lui Henry Lascelles

| Aceștia au fost toți descendenții regelui George al V-lea |
| --------------------------------------------------------- |
Descendenți în linia Sofia de Hanovra → George I → George al II-lea → Frederick, Prinț de Wales → George al III-lea → Prințul Eduard → Victoria → Eduard al VII-lea → Prințesa Louise, Prințesă Regală.

 Victoria → Eduard al VII-lea → Prințesa Louise → Prințesa Maud
79. David Carnegie, al 4-lea Duce de Fife (n. 1961), nepotul prințesei Maud de Fife
80. Charles Duff Carnegie, Conte de Southesk (n. 1989), fiul Ducelui de Fife
81. Lordul George William Carnegie (n. 1991), fiul Ducelui de Fife
82. Lordul Hugh Alexander Carnegie (n. 1993), fiul Ducelui de Fife
83. Lady Alexandra Etherington (n. 1959), nepoata prințesei Maud de Fife
84. Amelia Etherington (n. 2001), fiica lui Lady Alexandra Etherington

Descendenți în linia Sofia de Hanovra → George I → George al II-lea → Frederick, Prinț de Wales → George al III-lea → Prințul Eduard → Victoria → Eduard al VII-lea → Prințesa Maud.

Victoria → Eduard al VII-lea → Prințesa Maud → regele Olav al V-lea al Norvegiei
85. Regele Harald al V-lea al Norvegiei (n. 1937), fiul regelui Olav al V-lea al Norvegiei
86. Prințul Moștenitor Haakon al Norvegiei (n. 1973), fiul regelui Harald al V-lea al Norvegiei
87. Prințul Sverre Magnus al Norvegiei (n. 2005), fiul Prințului Moștenitor al Norvegiei
88. Prințesa Ingrid Alexandra a Norvegiei (n. 2004), fiica Prințului Moștenitor al Norvegiei
89. Prințesa Märtha Louise a Norvegiei (n. 1971), fiica regelui Harald al V-lea al Norvegiei
90. Maud Angelica Behn (n. 2003), fiica prințesei Märtha Louise
91. Leah Isadora Behn (n. 2005), fiica prințesei Märtha Louise
92. Emma Tallulah Behn (n. 2008), fiica prințesei Märtha Louise
93. Haakon Lorentzen (n. 1954), nepotul regelui Olav al V-lea al Norvegiei
94. Olav Lorentzen (n. 1985), fiul lui Haakon Lorentzen
95. Christian Lorentzen (n. 1988), fiul lui Haakon Lorentzen
96. Sophia Lorentzen (n. 1994), fiica lui Haakon Lorentzen
97. Ingeborg Lorentzen (n. 1957), nepoata regelui Olav al V-lea al Norvegiei
98. Victoria Ribeiro (n. 1988), fiica lui Ingeborg Lorentzen
99. Ragnhild Lorentzen (n. 1968), nepoata regelui Olav al V-lea al Norvegiei
100. Alexandra Long (n. 2007), fiica lui Ragnhild Lorentzen
101. Elizabeth Long (n. 2011), fiica lui Ragnhild Lorentzen
102. Prințesa Astrid a Norvegiei (n. 1932), fiica regelui Olav al V-lea al Norvegiei
103. Alexander Ferner (n. 1965), fiul prințesei Astrid
104. Stella Ferner (n. 1998), fiica lui Alexander Ferner
105. Carl-Christian Ferner (n. 1972), fiul prințesei Astrid
106. Cathrine Ferner Johansen (n. 1962), fiica prințesei Astrid
107. Sebastian Ferner Johansen (n. 1990), fiul Cathrinei Johansen
108. Madeleine Ferner Johansen (n. 1993), fiul Cathrinei Johansen
109. Benedikte Ferner (n. 1963), fiica prințesei Astrid
110. Elisabeth Ferner Beckman (n. 1969), fiica prințesei Astrid
111. Benjamin Ferner Beckman (n. 1999), fiul Elisabetei Ferner Beckman
| Aceștia au fost toți descendenții regelui Eduard al VII-lea |
| ----------------------------------------------------------- |
Descendenți ai Prințului Alfred, Duce de Edinburgh (1844–1900)
Descendenți în linia Sofia de Hanovra → George I → George al II-lea → Frederick, Prinț de Wales → George al III-lea → Prințul Eduard → Victoria → Prințul Alfred, Duce de Edinburgh → Prințesa Maria de Edinburgh.
Victoria → Prințul Alfred, Duce de Edinburgh → Prințesa Maria de Edinburgh → regele Carol al II-lea al României -> regele Mihai al României
112. Margareta a României (n. 1949), fiica regelui Mihai al României
113. Prințesa Elena a României (n. 1950), fiica regelui Mihai al României
114. Nicolae Medforth-Mills (n. 1985), fiul prințesei Elena a României
115. Karina Medforth-Mills (n. 1989), fiica prințesei Elena a României
116. Irina Walker (n. 1953), fiica regelui Mihai al României
117. Michael Kreuger (n. 1985), fiul Irinei Walker
118. Angelica Kreuger (n. 1986), fiica Irinei Walker
119. Prințesa Sofia a României (n. 1957), fiica regelui Mihai al României
120. Elisabeta-Maria de Laufenborg (n. 1999), fiica prințesei Sofia a României

Victoria → Prințul Alfred, Duce de Edinburgh → Prințesa Maria de Edinburgh → Prințesa Maria a României
121. Prințul Alexandru, Prinț Moștenitor al Iugoslaviei (n. 1945), nepotul Prințesei Maria a României
122. Prințul Petru, Prinț al Iugoslaviei (n. 1980), fiul prințului moștenitor Alexandru al Iugoslaviei
123. Prințul Filip al Iugoslaviei (n. 1982), al doilea fiu al prințului moștenitor Alexandru al Iugoslaviei
124. Prințul Alexandru al Iugoslaviei (n. 1982) (n. 1982), al treilea fiu al prințului moștenitor Alexandru al Iugoslaviei
125. Prințul Nicolae al Iugoslaviei (n. 1958), nepotul Prințesei Maria a României
126. Prințul George al Iugoslaviei (n. 1984), fiul prințului Nicolae al Iugoslaviei
127. Prințul Mihai al Iugoslaviei (n. 1985), fiul prințului Nicolae al Iugoslaviei
128. Prințesa Marija a Iugoslaviei (n. 1993), fiica prințului Nicolae al Iugoslaviei
129. Prințesa Katarina a Iugoslaviei (n. 1959), nepoata Prințesei Maria a României
130. Victoria de Silva (n. 1991) fiica prințesei Katarina a Iugoslaviei
131. Prințul Karl Wladimir al Iugoslaviei (n. 1964), nepotul Prințesei Maria a României
132. Prințul Dimitri al Iugoslaviei (n. 1965), nepotul Prințesei Maria a României
133. Maria Tatiana Thune-Larsen (n. 1957), nepoata Prințesei Maria a României
134. Sonja Thune-Larsen (n. 1992), fiica Mariei Tatiana Thune-Larsen
135. Olga Thune-Larsen (n. 1995), fiica Mariei Tatiana Thune-Larsen

Victoria → Prințul Alfred, Duce de Edinburgh → Prințesa Maria de Edinburgh → Prințesa Ileana de România
136. Nicholas Snyder (n. 1987), fiul Ilenei Snyder
137. Alexandra Snyder (n. 1984), fiica Ilenei Snyder
138. Constanza Snyder (n. 1994), fiica Ilenei Snyder

Descendenți în linia Sofia de Hanovra → George I → George II → Frederick, Prinț de Wales → George III → Prințul Eduard → Victoria → Prințul Alfred, Duce de Edinburgh → Prințesa Victoria Melita de Edinburgh.

Victoria → Prințul Alfred, Duce de Edinburgh → Prințesa Victoria Melita de Edinburgh → Marele Duce Vladimir Kirillovici al Rusiei
139. Maria Vladimirovna, Mare Ducesă a Rusiei (n. 1953) fiica Marelui Duce Vladimir Kirilovici al Rusiei
140. Marele Duce George Mihailovici al Rusiei (n. 1981) fiul Marii Ducese Maria Vladimirovna

Victoria → Prințul Alfred, Duce de Edinburgh → Prințesa Victoria Melita de Edinburgh → Marea Ducesă Maria Kirillovna a Rusiei
141. Prințul Emich de Leiningen (n. 2010) fiu al prințului Karl Emich de Leiningen
142. Prințesa Cécilia de Leiningen (n. 1988) fiica prințului Karl Emich de Leiningen
143. Theresa Prinzessin zu LeiningenR (n. 1992), fiica prințului Karl Emich de Leiningen
144. Prințul de Leiningen (Andreas, n. 1955) fratele prințului Karl Emich de Leiningen
145. Prințul Ereditar de Leiningen (Ferdinand, n. 1982) fiul prințului Andreas de Leiningen
146. Prințul Hermann de Leiningen (n. 1987) fiul prințului Andreas de Leiningen
147. Prințesa Olga de Leiningen (n. 1984) fiica prințului Andreas de Leiningen
148. Prințesa Melita de Leiningen (n. 1951) sora prințului Karl Emich de Leiningen
149. Prințesa Stephanie de Leiningen (n. 1958) sora prințului Karl Emich de Leiningen
150. Prințul Boris de Leiningen (n. 1960) văr primar al prințului Andreas de Leiningen
151. Prințul Nicholas de Leiningen (n. 1991) fiul prințului Boris Leiningen
152. Prințul Karl Heinrich de Leiningen (n. 2001) fiul prințului Boris Leiningen
153. Prințesa Juliana de Leiningen (n. 2003) fiica prințului Boris Leiningen
154. Prințul Hermann Friedrich de Leiningen (n. 1963) fratele prințului Boris Leiningen
155. Prințesa Tatiana de Leiningen (n. 1989) fiica prințului Hermann de Leiningen
156. Prințesa Nadia de Leiningen (n. 1991) fiica prințului Hermann de Leiningen
157. Prințesa Alexandra de Leiningen (n. 1997) fiica prințului Hermann de Leiningen

Lista continuă cu descendenții celorlalți copii ai reginei Victoria și apoi cu descendenții monarhilor precedenți, până la George I. În 2001, William Addams Reitwiesner, expert în genealogie, a făcut o listă cu toți descendenții în viață ai Sofiei de Hanovra. Lista număra atunci 4973 de persoane, însă multe dintre acestea nu se aflau în ordinea succesiunii la tron, fiind de confesiune catolică. Nu există o listă oficială a tuturor descendenților Sofiei de Hanovra aflați în ordinea succesiunii la tron.